# Pandanus zamboangensis
Pandanus zamboangensis är en enhjärtbladig växtart som beskrevs av Ugolino Martelli. Pandanus zamboangensis ingår i släktet Pandanus och familjen Pandanaceae. Inga underarter finns listade.